# Государственный научный центр по антибиотикам
Федеральное государственное унитарное предприятие Государственный научный центр по антибиотикам, ГНЦА, ФГУП ГНЦА — ныне не функционирующий научный центр, созданный в СССР в 1947 году под названием «Всесоюзный научно-исследовательский институт по пенициллину и другим антибиотикам», 
также известный под названиями «Институт пенициллина», «Всесоюзный научно-исследовательский институт антибиотиков» (ВНИИА), «Государственный научный центр по антибиотикам Министерства промышленности, науки и технологий Российской Федерации», Открытое акционерное общество «Государственный научный центр по антибиотикам» (ОАО ГНЦА).
За время существования ВНИИА—ГНЦА ученые института разрабатывали технологии производства противобактериальных и других препаратов, а также участвовали в разработке методических указаний по применению антибиотиков.

## История

### Период СССР
Постановлением Совета Министров СССР от 21 апреля 1947 года[уточнить] на базе Института биологической профилактики инфекций в Москве был организован «Всесоюзный научно-исследовательский институт по пенициллину и другим антибиотикам» (Институт пенициллина).
В 1947 году отдел экспериментальной терапии ВНИИП возглавила З. В. Ермольева, создательница советского пенициллина.
С 1947 года институт занимался разработкой технологий выпуска антибиотиков и внедрением их в производство. Разработкой новых антибиотиков занимался Институт по изысканию новых антибиотиков.
В 1952 году преобразован во Всесоюзный научно-исследовательский институт антибиотиков (ВНИИА), в нём работали микробиологи университетского и медицинского профилей, биохимики, химики, технологи, экономисты, врачи.
С конца 1940-х до середины 1950-х годов во ВНИИА были разработаны технологии производства природных пенициллинов, стрептомицина, эритромицина и антибиотиков тетрациклиновой группы.
В 1960–1980-х годах ученые ВНИИА разработали технологии производства полусинтетических пенициллинов, аминогликозидов, цефалоспоринов, тетрациклинов и других лекарственных средств.
В 1980-х в институте разрабатывались технологии микробного биосинтеза иммуносупрессоров, корректоров гомеостаза (ингибиторов ферментов) эукариот и ферментов медицинского назначения.
Сотрудники ВНИИА адаптировали нормы надлежащей производственной практики (GMP) для использования в СССР — они участвовали в создании Правил организации производства и контроля качества лекарственных средств РД 64-125-91, принятых в 1991 году.
Во ВНИИА действовала аспирантура по специальностям: биоорганическая химия, микробиология, биотехнология, химиотерапия и антибиотики, технология лекарств и организация фармацевтического дела. Также в институте работал диссертационный совет по защите кандидатских и докторских диссертаций.
В 1991 году в СССР более 90% антибиотиков выпускалось по технологиям, разработанным в институте.

### Современная Россия
В 1991 году ВНИИА был реорганизован в Федеральное государственное унитарное предприятие «Государственный научный центр по антибиотикам» (ФГУП ГНЦА), головное учреждение по разработке технологий получения антибиотиков и их внедрения в фармацевтическую промышленность и клиническую медицину. Дата регистрации ФГУП ГНЦА — 14 июня 1991 года.
В середине 1990-х в ГНЦА была разработана технология получения фармацевтической субстанции и лекарственных форм азитромицина, ферментного препарата протеазы С, генно-инженерного инсулина человека и препарата для лечения лейкемии L-аспарагиназа.
До 1992 г. фундаментальные и прикладные научные исследования ГНЦА финансировались из госбюджета, эти поступления составляли около трети денежных поступлений организации. Две трети бюджета института составляли платежи предприятий, использовавших технологии, разработанные в нём.
Из-за сокращения бюджетного финансирования и, одновременно, снижения поступлений от предприятий, которые перешли на использование импортных фармацевтических субстанций, ГНЦА стал испытывать финансовые проблемы — у института росли долги как перед поставщиками, так и по зарплате и налогам. В результате штат научных кадров сократился с 800 человек в 1992 году до 160 человек в 1998 году.
28 ноября 1998 года, когда стоял 30-градусный мороз, поставщик тепла (владелец теплоцентрали) компания «Брынцалов А» отключила теплоснабжение ГНЦА из-за задолженности, в результате чего система отопления была разморожена и здание института оказалось залито водой, вытекшей из отопительной системы. Некоторые люди усматривали в таком действии попытку получить в собственность здание, принадлежавшее институту.
Когда в ГНЦА сменился директор — им стал действительный член РАМН, доктор биологических наук, профессор Алексей Егоров, он поставил цель превратить ГНЦА в федеральный научный, учебный и производственный центр по биофармацевтическим технологиям. В центре восстановили биотехнологическое производство L-аспарагиназы и генно-инженерного инсулина. ГНЦА получил разрешение Минздрава РФ на применение разработанных в институте антибиотиков. В институте создан иммуносупрессор циклоспорин, завершены работы по созданию рифабутина для лечения туберкулёза.
В 2006 году «Государственный научный центр по антибиотикам Министерства промышленности, науки и технологий Российской Федерации» мог проводить доклинические исследования лекарственных средств в России.
В 2006 году на базе ГНЦА создана испытательная лаборатория «Олфарм».
По инициативе Минимущества России ФГУП ГНЦА был приватизирован. ФГУП ГНЦА преобразовано в ОАО ГНЦА 28 мая 2007 года. (Открытое акционерное общество «Государственный научный центр по антибиотикам» зарегистрировано 28 мая 2007 года.
В дальнейшем ОАО «ГНЦА» было признано банкротом, с 9 ноября 2010 года предприятие находилось под конкурсным управлением (конкурсный управляющий — Овчинников Юрий Александрович). Организация ликвидирована 29 июня 2012 года.
В ГНЦА хранились образцы культур микроорганизмов. В декабре 2015 года депонирование микроорганизмов для патентной процедуры было в нём прекращено.
ФГУП ГНЦА совместно с Минздравом РФ являлся учредителем и издателем ежемесячного научно-практического журнала «Антибиотики и химиотерапия».

### Олфарм
В основанном в 2006 году ООО «Испытательная лаборатория Олфарм» работают бывшие сотрудники института. В декабре 2013 года лаборатория стала одной из площадок Исследовательского центра группы компаний «Фармконтракт».

## Руководители предприятия
- Дейко Сергей Анатольевич, директор до 1998 года.[уточнить]
- Егоров Алексей Михайлович, директор c 1998 по 2002 год — действительный член РАМН (ныне — РАН), доктор биологических наук, профессор.
- Овчинников Юрий Александрович, конкурсный управляющий с 2010 по 2012 год.